# Jonathan Dorfan

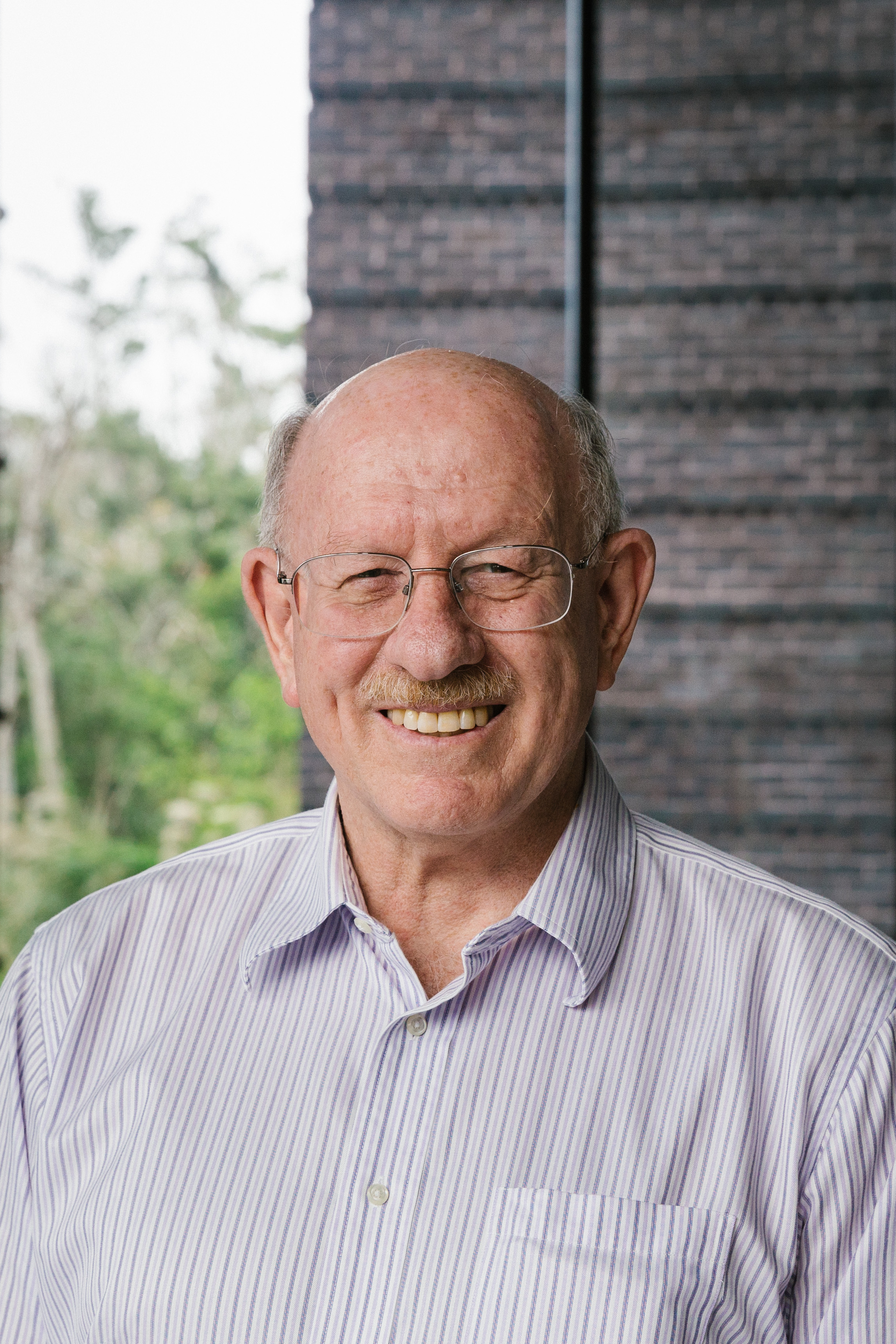
Jonathan M. Dorfan, 2014

Jonathan Manne Dorfan (* 10. Oktober 1947 in Kapstadt) ist ein US-amerikanischer experimenteller Teilchenphysiker. Von 1999 bis 2007 war er Direktor des Stanford Linear Accelerator Center (SLAC) und wurde 2010 Präsident des Okinawa Institute of Science and Technology (gegründet 2011), was er bis zur Emeritierung Ende 2016 blieb.
Dorfan studierte an der Universität Kapstadt Physik mit dem Bachelor-Abschluss 1969 und wurde 1976 an der University of California, Irvine promoviert. Er forschte ab 1976 am SLAC, unter anderem am MARK-II-Experiment (als Ko-Sprecher) und am BaBar-Experiment (technischer Direktor in den letzten Jahren der Konstruktion). Er war Projekt-Direktor für die B-Factory (PEP II) am SLAC. 1989 erhielt er eine volle Professur. 1994 wurde er stellvertretender Direktor des SLAC und 1999 Direktor. Als SLAC-Direktor erkannte er die zunehmende Bedeutung der Astroteilchenphysik und gründete das Kavli Institute for Particle Astrophysics and Cosmology (KIPAC) und er war auch an der Gründung weiterer gemeinsamer Institute mit der Stanford University beteiligt (Stanford Institute for Materials and Energy Sciences (SIMES), vorher XLAM, und PULSE-Institut für Ultrakurzzeitphysik und -technik). In seiner Zeit als Direktor war das SLAC am Fermi Gamma-ray Space Telescope beteiligt und wurde der Freie-Elektronen-Laser im Röntgenbereich Linac Coherent Light Source gebaut. 2007 trat er als SLAC-Direktor zurück und assistierte Stanfords Präsidenten John LeRoy Hennessy in der Verbindung der Universität zum SLAC.
Er war im Beratungsgremium für Hochenergiephysik des US-Energieministeriums, im wissenschaftlichen Beratungsgremium des Max-Planck-Instituts für Physik und des Weizmann-Instituts, des John Adams Institute for Accelerator Science, für das italienische SuperB-Projekt, im Beratungsgremium der Particle Data Group und Teil des Beratungsgremiums für den International Linear Collider. Er war Vorsitzender des International Committee on Future Accelerators und im Executive Board der Division Particles and Fields der APS.
2016 erhielt er mit David Hitlin, Fumihiko Takasaki und Stephen L. Olsen den Panofsky-Preis für ihre führende Rolle in den BaBar-Experiment und Belle-Experiment, die die CP-Verletzung im B-Meson-Zerfall nachwiesen und das Verständnis von Quark-Mischung und Quantenchromodynamik förderten (Laudatio).
Dorfan ist Ehrendoktor der TU Dresden, der Universität Kapstadt und der University of Maryland sowie Mitglied der American Academy of Arts and Sciences.
2017 erhielt er den Orden der aufsteigenden Sonne (Gold und Silber).